# Число Гартмана
Число́ Га́ртмана ({\displaystyle \mathrm {Ha} }) — характеристичне число та один з критеріїв подібності в магнітній гідродинаміці, що визначається відношенням магнітних сил до сил в'язкості. Воно може бути записане так:
{\displaystyle \mathrm {Ha} =Bl{\sqrt {\frac {\sigma }{\rho \nu }}}=Bl{\sqrt {\frac {\sigma }{\mu }}}}
де:
{\displaystyle B} — магнітна індукція;
{\displaystyle \nu } — кінематична в'язкість;
{\displaystyle \rho } — густина;
{\displaystyle \mu } — динамічна в'язкість
{\displaystyle \sigma } — електрична провідність;
{\displaystyle l} — характеристична довжина.
Число Гартмана визначає характер протікання провідної рідини або плазми в магнітному полі. При {\displaystyle \mathrm {Ha} \ll 1} вплив магнітного поля незначний, і зберігається звичайна течія, що описується законом Пуазейля.
Також число Гартмана визначає характерний розмір гідромагнітного приграничного шару (шару Гартмана) — шару рідини поблизу стінок, де відбувається основний спад швидкості й спостерігається найбільший градієнт швидкості у перерізі потоку: товщина цього шару обернено пропорційна числу Гартмана.
Названо в честь данського фізика Юліуса Гартмана (нім. Julius Hartmann; 1881—1951).